# 駟馳山
駟馳山(しちやま)は、鳥取県の鳥取市（旧福部村）と岩美町にまたがる山である。標高314m。

## 概要
駟馳山は鳥取砂丘の東の端、旧福部村と岩美町の境界にそびえ、日本海に面している。山頂までの登山道については公式な情報はない。山の南麓には国道9号線駟馳山バイパスがあり、日本海に面した北側の山腹には中国自然歩道が設けられている。山の周囲には、歴史上の旧跡や伝説も多い。
山陰海岸国立公園、山陰海岸ジオパークに指定されている。

## 自然
全山が広葉樹林で覆われている。円錐形の山体に加え、東側の山腹には爆裂火口を思わせる崖があるなど、火山によく似た山容を見せるが火山ではない。新第三紀鳥取層群上部層の荒金火砕岩層と駟馳山砂岩泥岩層を基盤に、その上位を鮮新世に流出した流紋岩類が覆っている。火山を思わせる山容は、山の周囲に生じた断層と波食によって形成されたものである。山体を構成している流紋岩がどこから噴出したものかについては、現在のところ不明である。
駟馳山の基盤を覆っている流紋岩からは蛋白石を産する。
山頂は樹木が茂り、展望はあまりきかない。山頂付近には「駒ヶ池」という小さな池があると伝えられている。また、太平洋戦争中に作られたコンクリート造りの防空監視所が残っている。
北側は直接日本海に臨んでいるため、海食崖や波食棚が発達している。

## 歴史
古来から周辺の人々の生活に関わっており、いくつかの歴史上の旧跡や伝説が残っている。
- 穴観音古墳（小畑1号墳）
駟馳山の東麓・大谷集落にある古墳。安永年間（1780年代）に沼沢地の埋立成就を記念して、33体の観音像を石室内に安置した。現在は、崩落事故のおそれから石仏は古墳となりの広場に移されている。
- 名馬・生月
宇治川の戦いで先陣争いをした佐々木高綱の愛馬・生月（いけづき）の産地といわれている。[2]

- 駟馳山峠の石畳道
江戸時代には山陰道が南麓を通っており、1811年（文化8年）に整備された石畳道が残っている。
2017年に「山陰道の石畳―駟馳山峠、蒲生峠」の一部として、土木学会選奨土木遺産に選ばれる[4]。
- 駟馳山峠の千匹狼（伝説）[5]
駟馳山峠を根城にしている狼の群れがいた。ある時などは、駟馳山峠から十六本松（鳥取砂丘西端の集落）まで狼が行列になり、数え切れないほどだった。駟馳山峠を通行する人がいると、数知れない狼が後をつけてきた。峠を下りきるまでじっと後をつけてくるだけだが、後ろをふり返ると襲われた。
ある商人が、峠越えの途中で狼に後をつけられ、難を逃れようと木に登ったところ、狼たちは群れではしごを作ってよじ登ってきた。商人が、先頭で登ってきた年老いた狼の頭を棍棒で殴りつけると、狼のはしごは崩れ落ち、狼たちは這々の体で逃げ去っていった。命拾いした商人が峠を下ると一軒の家があったので、一夜の宿を乞うた。商人が部屋に通されて一息ついたところ、ある部屋から苦しそうなうなり声がする。商人が家族に尋ねたところ、「うちの婆さんがはしごから落ちて頭を打ったのだ」との答え。不審に思った商人がその部屋をのぞくと、頭に大けがをした先ほどの年老いた狼が、布団にもぐりこんでうなり声を上げていた。

## 注
1. ↑  山・旅紀行 駟馳山 http://y-takeyoshi.ddo.jp/teiyama/kiroku/sitiyama.html
2. 1 2  朝日新聞鳥取版 山陰海岸ジオかいわい「宇治川先陣争いの生月」 平成27年2月12日
3. ↑  山・旅紀行 駟馳山
4. ↑  “土木学会 平成29年度度選奨土木遺産　山陰道の石畳―駟馳山峠、蒲生峠”. www.jsce.or.jp. 2022年6月9日閲覧。
5. ↑  郷土シリーズ「ふるさとの動物ばなし」　　著・栗栖健　　鳥取市教育福祉振興会　　昭和58年刊